# Судово-медична ідентифікація
Судово-медична ідентифікація — це застосування судово-медичної, або криміналістичної, експертизи та технологій для ідентифікування та дослідження слідів біологічного матеріалу на місцях злочину або нещасного випадку. Криміналістичні докази застосовують у судових слідствах.  

## Ідентифікація людей

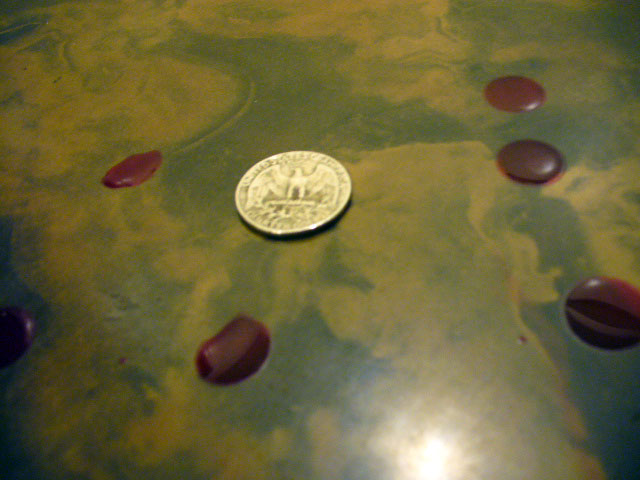
Крапельки людської крові. Окрім аналізу ДНК криміналісти аналізують також розповсюдження біологічного матеріалу. На цьому фото краплі є круглими, бризків немає. Це свідчить про те, що краплі впали з відносно невисокою швидкістю, тобто з невеликої висоти.

Людину можна ідентифікувати за відбитками пальців. У цьому випадку криміналістичні експерти застосовують принципом ідентифікації за слідами відбитку папілярних ліній. Цей принцип стверджує, що папілярні лінії утворюють малюнок, достатньо індивідуальний, щоб за ним можна було ідентифікувати людину.  
Результати ідентифікації за малюнком папілярних ліній визначаються правдивими через такі анатомічні факти: 
1. Папілярні лінії остаточно формуються у людини ще до її народження.
2. Відбитки папілярних ліній залишаються незмінними протягом усього життя, якщо вони не зазнають ніяких фізичних пошкоджень (шрамування, хвороб шкіри, трупних змін).
3. Сліди папілярних ліній і деталі на невеликих їх ділянках унікальні та неповторювані.
4. Загалом, малюнки папілярних ліній змінюються, але зовсім незначно, і це дозволяє їх точно класифікувати.

Людину також можливо ідентифікувати за ДНК, витягнутим з клітин крові, шкірного епітелію, волосся, слини або сперми, також за генною дактилоскопією чи відбитком вуха. Також людину можна ідентифікувати за прикусом чи за зліпком зубів. Цим займається наука під назвою судова стоматологія. Ідентифікувати людину можна за фото або відеозаписом за допомогою технології розпізнавання облич, за аналізом його ходи, за аналізом його голосу, за аналізом стилю його письма (використання типових фраз, упередженість в словах та типові помилки), або ж за допомогою інших біометричних технологій базуючись на інших матеріальних доказах. 
Результати судово-медичної експертизи вперше були представлені у суді в 1980 році. Уже в 1989 році завдяки аналізу ДНК була виправдана перша людина, і відтоді було виправдано ще 336 несправедливо засуджених. Науковці, які працюють на ниві криміналістики, продовжують дослідження. Вони застосовують новітні технології щоб зробити звинувачення більш обґрунтованими.
Ідентифікація тіла — це підрозділ криміналістики, який спеціалізується на ідентифікації людини за аналізом її останків. 

### Лінії на ступнях
На ступнях, так само як і на пальцях, існують папілярні лінії. Проте, на відміну від відбитків пальців, відбитки ніг як метод ідентифікації людини недостатньо поширені. З часом на ступнях утворюються борозни різної глибини, які на завжди змінюють відбиток стопи. Саме ці борозни є найважливішим фактором при ідентифікації особи. Правило ідентичності відбитків пальців загалом підходить і до відбитків ступень. Борозни на ступнях формуються у плода вже через 13 тижнів після зачаття, тоді ж починають розвиватися подушечки. Використання у кримінальному дослідуванні ідентифікації за лініями на ступнях можливе лише з урахуванням морфології та відбитків папілярних ліній. Така ідентифікація є найточнішою. Існують записи використання ідентифікації за лініями на ступнях як докази на суді. Проте, цей вид ідентифікації лишається не досконалим. Іноді відбиток ноги, залишений чорнилом, кров’ю або брудом, неможливо використати у слідстві. До того ж, хибні лінії, наприклад сліди шкірних складок та тріщини на згрубілій шкірі, можуть зіпсувати відбиток. Для того, щоб порівняти відбитки ступень з високою точністю, вони повинні бути чистими.

### Проблеми
У судово-медичної ідентифікації є дві основні засади: кожна людина унікальна та неповторна. Теорію неповторності запропонував Альфонс Бертільйон, секретар відділку поліції. Проте ще один із засновників наукової статистики, бельгійський вчений-біолог Адольф Кетле дійшов до висновку, що природа ніколи не повторюється. Це припущення було визнано правдивим та інші біологи загалом його підтримували, проте науково воно ніколи не було підтверджено. Проводилися експерименти, що мали на меті довести що не існує двох однакових відбитків пальців. Проте результати виявилися непереконливими. Багато сучасних криміналістів та науковців погоджуються, що неможливо індивідуалізувати людину лише за одним фактором, чи то за відбитками пальців, чи за прикусом або ж почерком. Це іноді призводило до виникнення на судових слуханнях ефекту спостерігача. Відомі справи, коли судмедексперти приймали упереджені рішення та нехтували точними результатами інших аналізів. Ще помітним недоліком є те, що фактичні дослідження речових доказів часто не дають однозначних результатів, а тому і не можуть вважатися достатньо переконливими для суду. 

### Ідентифікація за ДНК
Судово-медичний аналіз ДНК може бути дуже корисним помічником у судово-медичній ідентифікації, бо ланцюжки ДНК знаходяться у кожній клітині людського тіла за виключенням червоних кров’яних тілець. Дезоксирибонуклеїнова кислота знаходиться у двох клітинних органелах: у ядрі (ядерна ДНК наслідується організмом від двох батьківських ДНК) та у мітохондрії (мітохондріальна ДНК наслідується лише від материнського ДНК). Генетично кожна людина індивідуальна, так само як і неповторними є відбитки її пальців. Судово-медична експертиза з дослідженням ДНК використовується в розслідуваннях кримінальних злочинів, убивств, визначення батьківства, для ідентифікування людських залишків після природних катастроф чи терактів, також для ідентифікування зниклих безвісти. До того ж, аналіз ДНК проводять щоб підтвердити зв’язок підозрюваного із з жертвою чи з місцем злочину. Якщо на місці злочину знаходять біологічний матеріал, придатний для виділення ДНК, його збирають, обробляють та з обов’язковим конвоєм відправляють в лабораторію для аналізу. Такі міри є необхідними, бо вони забезпечують правдивість отриманих результатів та гарантують їхнє визнання судом. Правильний забір та зберігання біоматеріалу істотно важливі. Докази не повинні бути ніяк скомпрометовані або ж зіпсовані. Перед пакуванням біологічних доказів їх необхідно просушити, і тільки після цього складати в спеціальні паперові пакети. Використання пластикових пакувань для біологічного матеріалу суворо заборонено — пластик може пошкодити ДНК або ж спровокувати пришвидшений розвиток бактерій. 
ДНК можна зібрати з такого органічного матеріалу як сперма, кров, слина, кал, сеча, зуби, кістки та волосся. В залежності від типу біоматеріалу, зібраного на місці злочину, проводяться різні тести на припущення та підтвердження. Тести на припущення є швидкі та високоточні. Вони проводяться для визначення можливого типу біологічної рідини, яка досліджується. Тести на підтвердження дають вже точну відповідь щодо виду досліджуваного біологічного матеріалу. Окрім як з органічного матеріалу, ДНК-матеріал можна також зібрати з речових доказів. ДНК людини частіше всього можна знайти на одязі, постільній білизні, зброї, масках або рукавицях. Особа, яку ідентифікують, залишає свою ДНК на цих предметах коли торкається їх або тримає їх у руках. Такі речові докази називаються «такими, що не мають видимих забруднень, однак можуть містити на собі ДНК шкірного епітелію, який залишився на речі після доторку». Криміналіст може успішно вилучити ДНК із біологічного матеріалу, який складається найменше з шести клітин.
Першим кроком у процесі ідентифікації за ДНК є екстракція. Екстракція застосовується для витягування молекул ДНК з клітини. Наступним кроком є квантифікація, яка визначає, скільки ланцюгів ДНК вдалося витягнути з біологічного матеріалу. Потім криміналісти застосовують ампліфікацію для створення копій молекул ДНК. Виділення зразку ДНК для власне ідентифікації називається сепарація. Тільки зробивши усі ці кроки спеціаліст може завершити аналіз та інтерпретацію молекули ДНК та зрівняти її з уже відомими генетичними профілями.
Зразок ДНК, знайдений на місці злочину, порівнюють з уже відомим зразком ДНК, який беруть у підозрюваного або з баз даних. CODIS (Combined DNA Index System) — це база ФБР, у якій знаходяться файли генетичних профілів правопорушників. Ця електронна база має три підрозділи: місцевий, регіональний та національний NDIS (National DNA Index System). Дані з CODIS та NDIS дозволяють криміналістам порівняти ДНК, знайдену на місці злочину, зі зразками ДНК засуджених злочинців та зі зразками невідомих ДНК. За результатами порівняння правоохоронні органи розробляють подальший план слідчих дій. Якщо результати будуть позитивні, і зразки порівнюваних ДНК будуть збігатися, ідентифікація буде вважатися завершеною. Невідомий генетичний профіль порівнюється з відомими з бази даних населення, і буде визначена ймовірність випадкового збігу. Ймовірність випадкового збігу — це теоретична ймовірність збігу ДНК будь-якої людини зі зразками ДНК, які тестують. Випадок, коли маркери не збігаються, називається виключенням.
Під час типізації ДНК досліджують кілька маркерів, що називаються локусами. Чим більше маркерів досліджено, тим більша буде ймовірність того, що дві неспоріднені особи матимуть різні генотипи. І власне більш обґрунтованою буде належність ДНК конкретному індивіду. Однієї відмінності між локусами відомого та невідомого зразків достатньо, щоб спростувати причетність підозрюваного до скоєння злочину. 
ФБР визначило 13 основних локусів КТП, аналіз та порівняння яких є найефективнішим для ідентифікації людини. КТП (короткі тандемні повтори) — це короткі ділянки ДНК у геномі, які мають довжину 2-6 пар амінокислот. КТП-аналіз поширений у криміналістиці, оскільки ці локуси легко ампліфікувати за допомогою полімеразної ланцюгової реакції (ПЛР), і вони мають унікальні варіації, а тому ефективні для ідентифікації людини. ПЛР — це техніка копіювання ДНК шляхом створення мільйонів копій. Коли всі 13 основних локусів тестуються на збіг з відомим генетичним профілем, ймовірність випадкового збігу становить один випадок на трильйон.
Результат аналізу ДНК був вперше використаний у кримінальному розслідуванні в 1986 році, і з того часу він допоміг слідчим закрити багато справ. Генетичне профілювання є одним з найважливіших інструментів криміналістики, і подальші дослідження підвищать його точність і забезпечать появу більшої кількості технік роботи з біологічним матеріалом.

## Ідентифікація тварин

### Криміналістика у сфері дикої природи
Криміналістика дикої природи застосовується у багатьох цілях. Нижче наведено лише деякі тести, що проводяться для розрізнення видів тварин. 
Ідентифікація видів: Ідентифікація видів особливо важлива для визначення видів тварин, на яких незаконно полюють та якими незаконно торгують; такими видами, на приклад, є носороги, леви та африканські слони. Для того, щоб розрізнити види, використовують такий маркер як мтДНК (мітохондріальна ДНК). У порівнянні з ядерною ДНК, її легше зібрати з решток тварин або ж  обробленого органічного матеріалу. Крім того, мітохондріальна ДНК має кілька копій в одній клітині. Коли для аналізу використовується ядерна ДНК, певні сегменти її ланцюгів ампліфікуються для порівняння їх з локусами мітохондріальної ДНК. Це порівняння використовується для з'ясування споріднених генів та видової близькості. При цьому процес порівняння вимагає точності, оскільки легко допуститися помилки через постійний розвиток та мутації генів під час еволюції видів.
Визначення географічного походження: Визначення місця походження певного виду сприяє дослідженню чисельності популяцій. Філогенетичні дослідження використовуються для визначення широкого географічного ареалу, де живе популяція представників окремого виду. Наприклад, у Каліфорнії морських коників продавали для використання у лікарських цілях. Філогенетичні профілі цих морських коників дозволили дослідникам з’ясувати їх походження, визначити конкретну популяцію та вид цих морських жителів. Окрім філогенетичних даних, для визначення належності конкретного виду до окремої популяції використовуються також спеціальні тести [Архівовано 31 грудня 2019 у Wayback Machine.] та порівняння зразків генетичних маркерів. Результати цих тестів точніші, коли зібрані дані усієї популяції. Статистичні аналізи, що використовуються при проведенні тестів, збираються КТП окремих представників популяції, або з поліморфізмів довжин ампліфікованих фрагментів (ПДАФ). Використання КТП у цих дослідженнях є бажанішим, ніж ПДАФ, оскільки для аналізу ПДАФ необхідні чисті зразки біологічного матеріалу. Окрім того, при використанні методу поліморфізму довжини ампліфікованих фрагментів трапляється більше помилок.

### Домашні тварини у криміналістиці
Домашні тварини, такі як собаки та коти, можуть бути використані для допомоги в закритті кримінальних справ (убивств, сексуальних домагань, пограбування). ДНК-докази зібрані за допомогою собак допомогли розкрити більш ніж 20 кримінальних справ у Великій Британії та США з 1996 року. Однак існує дуже мало лабораторій, які здатні обробляти та аналізувати біологічні докази, зібрані у домашніх тварин. Судово-медичне дослідження використовується і при нападах тварин. У випадках нападу собак  шерсть, кров та слина, що оточують поранення, можна проаналізувати, щоб знайти для нападника. У царині спорту аналіз ДНК застосовують для пошуку незаконних речовин у крові скакових коней (дослідження зразків сечі).

## Ідентифікація речей
- Копіювальним машинам та деяким принтерам за допомогою стеганографії присвоюють ідентифікаційний номер, щоб протидіяти валютним підробкам.
- Копіювальні машини та комп'ютерні принтери можна ідентифікувати за незначними відмінностями у поданні паперу через друкувальний механізм. Різні принтери залишають різні смужки-маркування.[37][38] Також використовується аналіз тонерів.[39]
- Для важливих документів створюють опис складу паперу та чорнила.
- Вогнепальну зброю можна ідентифікувати по відмітках на  випущеній кулі та відбитках на гільзах.
- Подрібнювачі паперу потенційно можна ідентифікувати за відстанню між лезами та за ступенем зношеності лез.
- Ідентифікація фотографій[en] використовується для виявлення підроблених цифрових фотографій.[40]
- Друкарські машинки можна ідентифікувати за незначними варіаціями в розташуванні важелів та за ступенем зношеності важелів.
- Природу наркотичних речовин можна визначити за допомогою аналізу з кольоровим реагентом. Для ідентифікації типу наркотику у поєднанні з кольоровим тестом використовують газову хроматографію, інфрачервону спектрометрію або мас-спектрометрію.

## Способи ідентифікації об'єктів у мережі
- Автомобілі можна знайти на записах відеоспостереження за допомогою автоматичного розпізнавання номерного знаку[en].
- Комп'ютери, підключені до Інтернету, часто можна ідентифікувати за їх IP-адресою або MAC-адресою.
- Радіопередавачі теоретично можуть бути ідентифіковані за часовими варіаціями вихідного сигналу.
- Соціальні мережі можна знайти за допомогою мережевого аналізу банківських, телекомунікаційних та поштових записів.

## Застосунки
Іноді виробники та дистриб’ютори кінофільмів можуть навмисно залишити непомітні позначки на своїх продуктах, щоб ідентифікувати їх у разі піратства (водяний знак, цифровий водяний знак, стеганографія, ДНК маркування). 

## Організації
- Асоціація експертів з вогнепальної зброї та слідів[en]
- Канадське товариство ідентифікації[en]
- Міжнародна асоціація з ідентифікації[en]